# Мега звяр
„Мега звяр“ (на английски: The Meg) е американско-китайски научнофантастичен екшън филм от 2018 година на режисьора Джон Търтелауб по сценарий на Дийн Георгарис, Джон Хоебър и Ерих Хоебър. Базиран е на книгата Meg: A Novel of Deep Terror на Стив Олтън през 1997 г. Във филма участват Джейсън Стейтъм, Ли Бингбинг, Рейн Уилсън, Руби Роуз и Уинстън Чао.
Уолт Дисни Студиос оригинално закупува филмовите права на книгата през 90-те години. След неуспешно развитие правата са придобити от Warner Bros. Pictures, а работата по филма започва през 2015 г. Търтелауб и част от актьорския състав се присъединяват през септември 2016 г. и заснемането започва следващия месец в Нова Зеландия и Саня, Китай в края на януари 2017 г. Филмът е американска и китайска копродукция. „Мега звяр“ е пуснат в различни страни на 10 август 2018 г. в RealD 3D. Има успех в боксофиса и печели над $530 милиона, като получава смесени отзиви от критиците. Продължението на филма е в разработка.

## Актьорски състав
- Джейсън Стейтъм – Джонас Тейлър
- Ли Бингбинг – Сюин
- Рейн Уилсън – Джак Морис
- Руби Роуз – Джакс
- Уинстън Чао – Минуей Жанг
- Клиф Къртис – Джеймс „Мак“ Макрийдъс
- Пейдж Кенеди – Ди Джей
- Джесика Макнейми – Лори Тейлър

## В България
В България филмът е пуснат на същата дата от Александра Филмс.
На 17 декември 2018 г. е пуснат на DVD от PRO Video SRL чрез A+Films.
На 23 март 2021 г. се излъчва по bTV Cinema.
Войсоувър дублаж
| Озвучаващи артисти  | Татяна Захова Станислав Димитров Мартин Герасков Момчил Степанов Нина Гавазова |
| Преводач            | Любина Ковачева                                                                |
| Тонрежисьор         | Георги Калудов                                                                 |
| Режисьор на дублажа | Веселина Стоилова                                                              |